# Helmut Schuster (Wirtschaftswissenschaftler)
Helmut Schuster (* 4. Februar 1939 in Wien; † 8. August 2013 in Altenberg bei Linz) war ein österreichischer Ökonom und Universitätsprofessor.

## Leben
Helmut Schuster wurde als Sohn eines Arztes in Wien geboren, maturierte in Wien und studierte anschließend Volkswirtschaftslehre an der Universität Birmingham in Großbritannien. 1963 promovierte er zum Doktor an der Universität Innsbruck. 1969 habilitierte er an der Universität Münster und lehrte danach an der Technischen Universität West-Berlin, wo er 1972 bis 1973 Dekan der Wirtschaftswissenschaftlichen Fakultät war. Weiters lehrte er am Massachusetts Institute of Technology in Cambridge (Massachusetts), USA, und am Economic Development Institute der Weltbank in Washington, USA.
Ab 1975 war Schuster Universitätsprofessor an der Universität Linz, wo er das Institut für Volkswirtschaftspolitik leitete. Von 1996 bis 2003 war er Dekan der Sozial- und Wirtschaftswissenschaftlichen Fakultät der Universität Linz, 2003 emeritierte er, lehrte aber weiterhin an dieser Universität.
Bereits 1997 machte Schuster weitsichtig kritische Aussagen zur europäischen Währungsunion bezüglich der wirtschaftlichen Stabilität der südeuropäischen künftigen Euroländer.
Er war Mitglied der Studentenverbindung AV Austria Innsbruck. Privat lebte er auf einem Bauernhof in Windpassing, Altenberg bei Linz, wo er eine Schafzucht betrieb.

## Werke (Auswahl)
- Die Nahversorgung der Konsumenten in Oberösterreich (1981)
- Lohnhöhe und Beschäftigung (1991)
- Volkswirtschaft für Journalisten (1995)
- VWL kompakt (2007)